# خلية طلائية عمادية
ظهارة اسطوانية الخلايا (بالإنجليزية: Columnar epithelial cell)‏ هي نسيج طلائي طوله على الأقل أربع مرات عرضه. وهي إما بسيطة (أحادي الطبقات) أو عديد الطبقات. هذه الخلايا طويلة ومرتبة على شكل أعمدة. وهي توجد بالبطانة الداخلية للأمعاء. وهي تُفرز أنزيمات هاضمة وتقوم بامتصاص الطعام المهضوم. للشكل مَهمة وظيفية بعلم الأحياء؛ فإن الشكل العامودي لهذه الخلايا يساعد في امتصاص الغذاء وتسهيل حركة المُخاط.

## روابط خارجية
- Epithelium Photomicrographs
- Histology at KUMC epithel-epith02 Simple squamous epithelium of the كبيبة (kidney)
- Diagrams of simple squamous epithelium
- Histology at KUMC epithel-epith12 Stratified squamous epithelium of the vagina
- Histology at KUMC epithel-epith14 Stratified squamous epithelium of the skin (thin skin)
- Histology at KUMC epithel-epith15 Stratified squamous epithelium of the skin (thick skin)
- Stratified squamous epithelium of the esophagus
- Microanatomy Web Atlas